# Remorcher

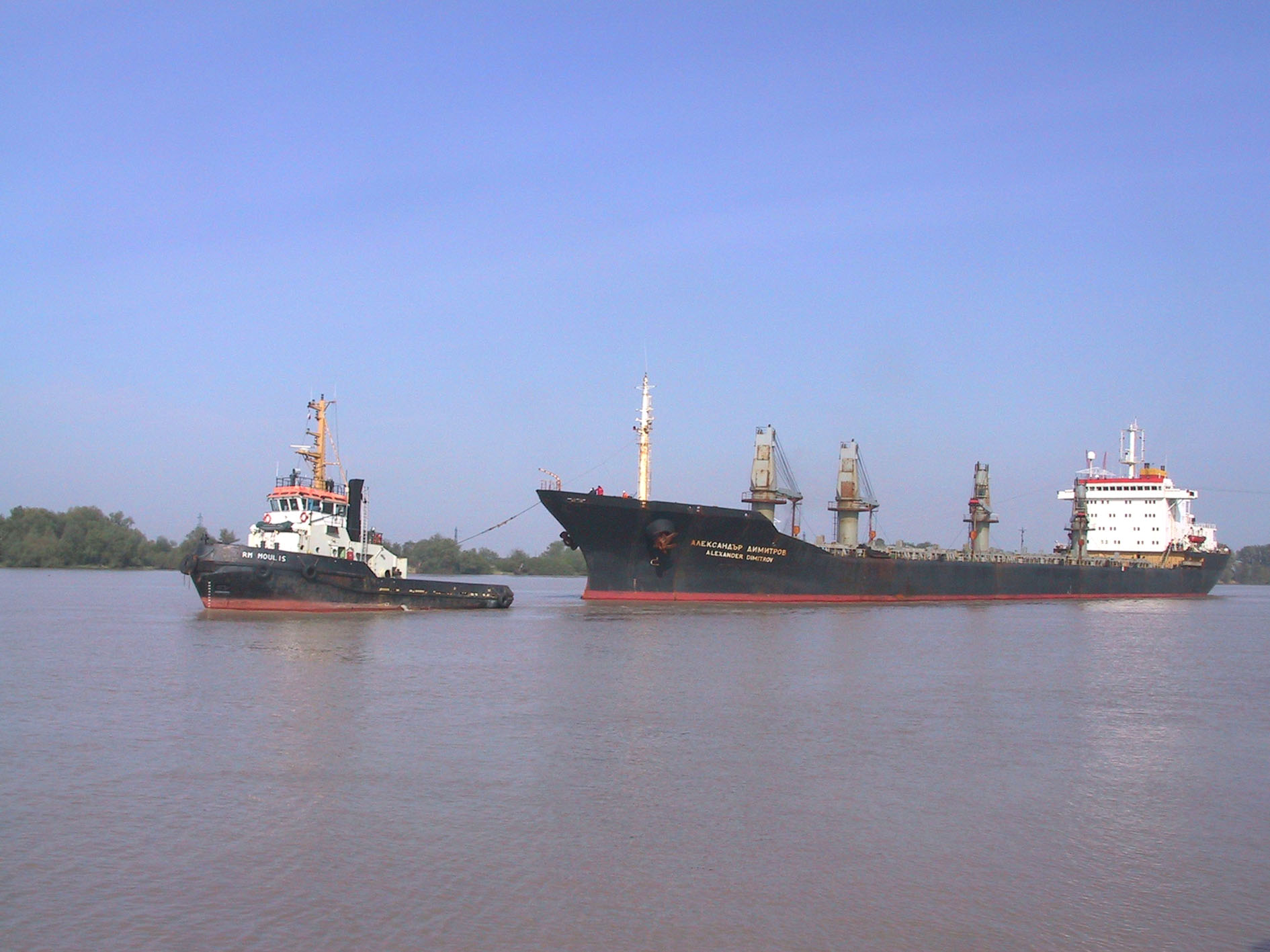
Remorcher remorcând un cargou

Un remorcher este o navă de construcție specială de dimensiuni relativ mici, dotată cu instalație de propulsie puternică în scopul efectuării remorcajelor maritime sau fluviale (uneori prin împingere pe fluviu sau în cazul unor manevre portuare), manevrelor portuare a șlepurilor, tancurilor și altor ambarcațiuni și uneori pentru intervenții în caz de salvări și incendii. 
Primul remorcher utilizat, Charlotte Dundas⁠(en)[traduceți], a fost construit în 1802 de către inginerul scoțian William Symington și a fost dotat cu un motor cu abur Watt având roți cu zbaturi pentru propulsie. Efectua remorcajul navelor pe râul Clyde din Scoția.

## Tipuri
- remorchere maritime (de mare liberă, portuare, de radă) - efectuează remorcaje pe distanțe mari, manevra navelor în interiorul sau în radele porturilor
- remorchere de ape interioare – remorchere de line care transportă convoaie de șlepuri pe fluvii pe distanțe lungi sau între porturi, navigație pe canale, lacuri, în porturi, de salvare (dezeșuare) etc.

## Caracteristici
- Caracteristică principală a remorcherelor o constituie instalația de remorcare, cu care se fizează și se manevrează cablurile de remorcă. La remorcherele mici, această instalație se reduce la cârligul de remorcă care este prevăzut cu un arc puternic pentru amortizarea șocurilor. La remorcherele mari, la care forța de tracțiune ajunge la 80-100 tf, sunt prevăzute trolii de remorcă pentru modificarea după necesități a lungimii cablurilor de remorcă precum și o serie de dispozitive mecanice pentru frânarea acestora. Cârligul de remorcă și instalațiile de manevră sunt așezate pe puntea superioară și mijlocul navei pentru o mai bună manevrare și sunt protejate de niște arce speciale de susținere instalate la pupa navei.
- Manevrabilitate și lungime redusă, printr-un raport mic între deplasament și greutatea mașinilor și prin linia chilei, care este oblică, cu pescaj mai mare la pupa în poziție de asietă normală, pentru a preveni tendința de schimbare a asietei în timpul remorcajului și pentru a păstra o bună stabilitate de drum prin deplasarea spre pupa a centrului de carenă.
- Dimensiunile remorcherelor sunt foarte diferite funcție de utilizarea pe care o au. Lungimea variază între 17-65 m, lățimea între 4,0-7,5 m și pescajul între 1,2 -3,0 m.
- Propulsia poate fi cu zbaturi sau 1-3 elice. Remorcherele cu zbaturi rezistă greu la valuri, sunt mai greoaie, au un gabarit mai mare, fiind utilizate în număr redus în prezent numai pe unele ape interioare cu adâncimi reduse. Puterea variază între câteva sute de cai putere și 2 000-4 000 CP.
- Remorcherele mari sunt dotate și cu cabine pentru personal, spații pentru provizii, instalații radar, telecomandă, semnalizare etc.
- Sistemul general de osatură folosit este cel transversal.

În România, pentru remorcarea convoaielor în sectorul cataractelor și Porților de Fier, înainte de al doilea război mondial, navigația fluvială dispunea de 2 remorchere cu zbaturi: Decebal și Traian construite în 1916 și respectiv 1911. De asemenea Societatea Română de Navigație pe Dunăre avea în dotare 2 remorchere construite în 1930 și 1931, cu puteri de 200 și 1000 CP. 